# Flórián Albert
Flórián Albert (Hercegszántó, 15 de setembro de 1941 – Budapeste, 31 de outubro de 2011) foi um futebolista húngaro.
É considerado o melhor jogador da Hungria após a geração de ouro de Ferenc Puskás, Sándor Kocsis, Zoltán Czibor, Nándor Hidegkuti e outros da década de 1950, e o último a ter grande renome internacional.
É também o único húngaro a ser escolhido formalmente o melhor jogador da Europa, ao receber a Bola de Ouro da France Football em 1967. Ao lado de Kocsis, foi um dos dois húngaros a ter sido artilheiro de uma Copa do Mundo, com seus quatro gols no mundial de 1962.
Atuou em 2 partidas amistosas pelo Flamengo sendo o primeiro 'Bola de Ouro' a jogar no Brasil. Além disso, ele foi o primeiro - e por enquanto único - futebolista húngaro a atuar pelo rubro-negro carioca.
Mesmo tendo atuado nestes 2 amistosos pelo Flamengo, Albert é considerado como membro do grupo de grandes jogadores que defenderam apenas um clube. No caso dele, o Ferencváros.

## Carreira

### Ferencváros
Debutou no time mais popular da Hungria em 1958, aos 16 anos de idade, passando os outros 16 seguintes dedicando-se à equipe. Em sua segunda temporada, a de 1959/60, já terminaria como artilheiro do campeonato húngaro, com 27 gols em 26 partidas.
Foi novamente artilheiro na de 1960/61 (com 21 gols), mas o primeiro título no campeonato viria apenas em 1963, quando já era consagrado nacionalmente por suas atuações pela Seleção Húngara - o que incluia um bronze nas Olimpíadas de 1960 e a artilharia na Copa do Mundo de 1962.
Ganharia a liga húngara outras três vezes, em 1964, 1967 e 1968. Em 1965, liderou o Ferencváros a um surpreendente título na Taça das Cidades com Feiras, precursora da Liga Europa da UEFA. Na semifinal, a equipe eliminou o badalado Manchester United de George Best, Denis Law e Bobby Charlton. Na final, venceu por 1 x 0 a Juventus em plena Turim. Albert seria artilheiro da Copa dos Campeões da UEFA com oito gols na temporada 1965/66. Na de 1966/67, seria o goleador máximo da Taça das Feiras.
1967 foi-lhe um ano especial: além da artilharia internacional e do título húngaro, Albert recebeu a Bola de Ouro, um prêmio que nem mesmo os mais consagrados Puskás, Czibor e Kocsis conseguiram (Albert é o único húngaro a ter faturado a premiação da France Football), além de ver o nascimento de seu filho, também chamado Flórián Albert. Este, futuramente, também jogaria pelo Ferencváros e pela Hungria, embora não tenha alcançado a mesma expressão.
Já veterano, Albert liderou o Ferencváros a outros dois títulos na Copa da Hungria, em 1972 e 1974, ano em que se aposentou com um total de 245 gols em 339 jogos pelo clube, cujo estádio hoje tem o nome de Flórián Albert.

### Flamengo
Em 1967, o Flamengo, representado pelo vice-presidente rubro negro de então, o sueco Gunnar Goransson, e pelo presidente Luiz Roberto Veiga Brito, o convidou para treinar na Gávea por duas semanas. Albert chegou a disputar dois amistosos pelo Flamengo, mas decidiu voltar ao Ferencváros.
O primeiro amistoso foi disputado no dia 15 de janeiro de 1967 no Estádio da Gávea: o Flamengo venceu o Vasco por 2 a 0, com gols do Albert e de Osvaldo. Antes do jogo, houve homenagens para o craque húngaro, para o atacante Silva que se despedia do clube e para o volante Carlinhos pelos 12 anos que completava como jogador do Flamengo.
O segundo amistoso foi disputado 3 dias depois, em General Severiano: o Vasco da Gama venceu por 2 a 0 com gols de Oldair e Morais. Albert saiu na metade do segundo tempo pois voaria naquela mesma noite de volta para seu país. Ele se reapresentaria imediatamente ao Ferencvárosi que jogaria no início de fevereiro contra o Eintracht Frankfurt pela então Liga dos Campeões da Europa.
Em 2017, quando a “Albert Flórián Sport Foundation”, por ocasião da celebração dos 75 anos de nascimento do craque, organizou uma exposição sobre sua carreira no Museu do Ferencvárosi, em Budapeste, o Flamengo enviou duas camisas oficiais do clube, e um vídeo com o depoimento dos ex-craques rubro-negros Silva Batuta e de Paulo Henrique que conviveram com Albert durante sua permanência no Rio.

### Seleção Húngara
Pela Seleção Húngara, estreou após ter feito apenas dois jogos pelo Ferencváros. Seu primeiro torneio foi os Olimpíadas de 1960, em que saiu com o bronze. Na seleção principal, passou a formar um trio ofensivo com Lajos Tichy e János Göröcs. Após a desclassificação da fase final da Eurocopa 1960, os três classificaram facilmente o país para a Copa do Mundo de 1962.

#### Copa do Mundo de 1962
A Hungria já não tinha mais nenhum remanescente do time brilhante que encantara o mundo no início da década de 1950 a não ser o goleiro Gyula Grosics. Na Copa do Mundo de 1958, quando ainda tinha também Nándor Hidegkuti e József Bozsik, o país dera vexame ao ser eliminado ainda na primeira fase, no play-off com o País de Gales. Com menos respeito de outrora, a Hungria estreou na Copa do Chile vencendo a prestigiada Seleção Inglesa por 2 x 1, com Albert sendo o melhor em campo e marcando o gol da vitória.
Ele teria outra soberba exibição na partida seguinte, marcando três vezes no massacre de 6 x 1 imposto na Bulgária, seleção que nas eliminatórias desclassificou a França, terceira colocada em 1958. Com a vaga na segunda fase praticamente assegurada, o técnico Lajos Baróti preferiu poupar Albert da última partida do grupo, contra a Argentina.
Nas quartas-de-final, a Hungria pegou a Tchecoslováquia. Ambos apresentaram um futebol de toques rápidos e deslocamentos constantes, com os magiares jogando um pouco melhor graças ao futebol lúdico de Albert. Os húngaros criaram boas chances, o que faria o goleiro adversário Viliam Schrojf sair carregado pela torcida no fim, pois apenas os tchecoslovacos conseguiram marcar, no início da partida.
Por outro lado, o árbitro russo Nikolay Latichev marcou um impendimento inexistente em Tichy no segundo tempo e também anulou um gol aparentemente válido do mesmo jogador, em que a bola bateu no travessão e deu a impressão de que passara da linha. Albert saiu do Chile como um dos artilheiros do mundial, ao lado do chileno Leonel Sánchez, do soviético Valentin Ivanov, do iugoslavo Dražan Jerković e dos brasileiros campeões Vavá e Garrincha. Foi também o mais jovem dos jogadores escalados para a hipotética seleção dos melhores do torneio.

#### Eurocopa 1964
Dois anos depois, a Hungria terminou na terceira colocação da Eurocopa 1964, caindo apenas na prorrogação frente a anfitriã Espanha. O torneio revelou um novo parceiro de ataque para Albert, Ferenc Bene, que naquele ano seria campeão olímpico. Nas eliminatórias para a Copa do Mundo de 1966, a Hungria novamente classificou-se sem dificuldades, com três vitórias e um empate.

#### Copa do Mundo de 1966
Em seu segundo mundial, Albert não marcou, mas não deixou de mostrar-se decisivo, especialmente na vitória por 3 x 1 sobre o Brasil, quebrando a invencibilidade canarinha de doze jogos em Copas - curiosamente, "inaugurada" após derrota para a mesma Hungria na Copa do Mundo de 1954. Porém, antes da partida os húngaros exprimiam mais esperança do que temor aos brasileiros: em novembro de 1965, uma seleção B do Brasil arrasou no Morumbi dez dos onze húngaros que estariam na partida em Liverpool, na Copa, por 5 x 3.
Para os mais avisados, apenas Albert realmente inspirava respeito: naquele amistoso, o Brasil abrira 5 x 0 e os húngaros só diminuíram após ele entrar em campo. No jogo da Copa, a Hungria venceu por 3 x 1 e poderia ter saído com 4 x 1, o que seria a maior derrota brasileira em Copas, se um impedimento de Bene, que não participava da jogada de Albert, não tivesse sido considerado pelo árbitro. De certa forma, a vitória animou os magiares, que no jogo anterior sofreram um revés também por 1 x 3 para Portugal. Na terceira partida, a Hungria garantiu a classificação após vencer, também por 3 x 1, a Bulgária.
O sonho, porém, acabaria novamente nas quartas-de-final. A União Soviética começou a vencer a partida ainda nos vestiários, quando o técnico russo, não muito conhecido por sua humildade, ordenou ao meia Valeriy Voronin que acompanhasse Albert, tido como o arquiteto das jogadas húngaras, por todo o campo. Os húngaros também enfrentaram dificuldades com os goleiros: o adversário Lev Yashin fez meia dúzia de grandes defesas na partida, enquanto József Gelei falhou nos dois gols da URSS, que venceu por 2 x 1.

### Pós-1966
Dois anos depois, os mesmos soviéticos eliminaram a Hungria de disputar a fase final da Eurocopa 1968; na partida de ida, em Budapeste, os húngaros venceram por 2 x 0, mas o oponente conseguiu ganhar por 3 x 0 em Moscou. No final daquele ano ele enfrentou novamente o Brasil, jogando pela Seleção da FIFA um amistoso no Maracanã que celebrava os dez anos da conquista da Copa do Mundo de 1958 pelos brasileiros, que venceram por 2 x 1. Albert, que jogou ao lado dos compatriotas Lajos Szűcs e János Farkas (outro colega de ataque em 1966), anotou o único gol da FIFA.[carece de fontes?]
Albert poderia ainda ter disputado a Copa do Mundo de 1970. Na chave, que só concedia uma vaga, húngaros e tchevoslovacos eram os favoritos sobre os elencos inferiores de Dinamarca e Irlanda. E os favoritos realmente terminaram na frente, empatados em pontos, forçando um jogo-extra.
A Hungria, porém, havia conseguido vencer o principal oponente em Budapeste e arrancado um empate em Budapeste, só não conseguindo a classificação por ter perdido para a Dinamarca em Copenhague. Na partida extra decisiva contra os tchecoslovacos, porém, os húngaros foram derrotados com facilidade por 1 x 4 em Marselha. Pouco mais de dois anos depois, Albert disputou seu último torneio pela Hungria, a Eurocopa 1972.
Foi o último pois o país surpreendentemente não se classificou também para a Copa do Mundo de 1974: bastava vencer a Suécia em Budapeste, mas os nórdicos conseguiram empatar em 3 x 3. Ambos os países, e também a Áustria, terminaram a última rodada do grupo nas eliminatórias empatados na frente com oito pontos. Porém, com menor saldo de gols, os húngaros foram eliminados, enquanto os outros dois (que não participavam de Copas desde o mundial de 1958) puderam disputar um jogo extra para definir quem ficaria com a vaga.

## Títulos
- Taça das Cidades com Feiras: 1965
- Campeonato Húngaro: 1963, 1964, 1967, 1968
- Copa da Hungria: 1958, 1972, 1974
- Medalha de bronze nos Jogos Olímpicos de Verão: 1960

### Prêmios individuais
- Melhor Jogador Jovem da Copa do Mundo FIFA: 1962
- Equipe da Eurocopa: 1964
- Futebolista Húngaro do Ano: 1966, 1967
- Ballon d'Or: 1967

### Artilharias
- Copa do Mundo FIFA de 1962 (4 gols)
- Taça dos Clubes Campeões Europeus de 1965–66 (7 gols)
- Taça das Cidades com Feiras de 1966–67 (8 gols)
- Campeonato Húngaro de 1959–60 (27 gols)
- Campeonato Húngaro de 1960–61 (21 gols)
- Campeonato Húngaro de 1965 (27 gols)